# Xã Milltown, Quận Hutchinson, Nam Dakota
Xã Milltown (tiếng Anh: Milltown Township) là một xã thuộc quận Hutchinson, tiểu bang Nam Dakota, Hoa Kỳ. Năm 2010, dân số của xã này là 115 người.